# Java Runtime Environment
Java Runtime Environment o JRE es un conjunto de  utilidades que permite la ejecución de programas Java.

## Componentes
En su forma más simple, el entorno en tiempo de ejecución de Java está conformado por una Máquina Virtual de Java o JVM, un conjunto de bibliotecas Java y otros componentes necesarios para que una aplicación escrita en lenguaje de programación Java pueda ser ejecutada. El JRE actúa como un "intermediario" entre el sistema operativo y Java.
La JVM es el programa que ejecuta el código Java previamente compilado (bytecode) mientras que las librerías de clases estándar son las que implementan el API de Java. Ambas JVM y API deben ser consistentes entre sí, de ahí que sean distribuidas de modo conjunto.
Un usuario sólo necesita el JRE para ejecutar las aplicaciones desarrolladas en lenguaje Java, mientras que para desarrollar nuevas aplicaciones en dicho lenguaje es necesario un entorno de desarrollo, denominado JDK, que además del JRE (mínimo imprescindible) incluye, entre otros, un compilador para Java.